# 海德魯爾加岩
海德魯爾加岩（英語：Hydrurga Rocks）是南極洲的岩石，處於圖哈默克島以東，屬於帕默群島的一部分，由英國探險隊拍攝照片，現時由南極條約體系管理。